# Hannah Allison
Hannah Beth Allison (Fayetteville, 15 giugno 1992) è una pallavolista statunitense.
Gioca nel ruolo di palleggiatrice nell'Engelholms.

## Carriera
La carriera di Hannah Allison inizia nell'Ozark Juniors Volleyball Club, dove muove i primi passi nel mondo della pallavolo a partire dal 2003. Successivamente gioca anche la squadra della scuola, la Siloam Springs High School, vincendo quattro titoli scolastici dello stato dell'Arkansas consecutivi. Al termine delle scuole superiori, entra a far parte della squadra di pallavolo femminile della University of Texas at Austin, prendendo parte alla Division I NCAA dal 2010 al 2013, vincendo il titolo del 2012 e raccogliendo anche qualche riconoscimento individuale.
Nella stagione 2014-15 inizia la carriera professionistica, giocando nella Elitserien con l'Engelholms ed aggiudicandosi lo scudetto.

## Palmarès

### Club
- NCAA Division I: 1

2012
- Campionato svedese: 1

2014-15

### Premi individuali
- 2012 - Division I NCAA statunitense: Austin Regional All-Tournament Team
- 2012 - Division I NCAA statunitense: Louisville National All-Tournament Team
- 2013 - Division I NCAA statunitense: Lincoln Regional All-Tournament Team